# Su e giù da un palco
| Recensione | Giudizio |
| ---------- | -------- |
| AllMusic   | [ 6 ]    |

Su e giù da un palco è il primo album dal vivo del rocker italiano Luciano Ligabue, pubblicato dall'etichetta discografica WEA Italiana su doppio CD, doppia musicassetta e triplo LP nel 1997.

## Descrizione
Il sesto della discografia, contiene alcuni dei brani di maggior successo dell'artista, registrati dal vivo durante il Buon compleanno Elvis! Tour svoltosi nell'estate del 1996, oltre a 3 pezzi inediti registrati in studio.
Prima tournée e primo disco del cantautore insieme al suo nuovo gruppo denominato "La Banda", che collabora anche agli arrangiamenti dei brani presentati, in cui le chitarre diventano il solo elemento portante della melodia, mentre scompaiono le tastiere.
Tra i musicisti ospiti, Mick Taylor, ex chitarrista dei Rolling Stones, che suona un assolo in Hai un momento, Dio?.

## Gli inediti
Tutti registrati allo studio Esagono di Rubiera, il primo nell'ottobre 1996, gli altri due nell'aprile del 1997.
- Il giorno di dolore che uno ha

Primo singolo estratto dall'album, è una ballata rock scritta, e dedicata post mortem, per il grande amico e giornalista musicale Stefano Ronzani, come tentativo per trasmettergli una qualche speranza negli ultimi giorni della sua grave malattia terminale.
- Tra palco e realtà

Secondo singolo estratto, pezzo rock in cui Ligabue parla di come personalmente senta e interpreti il mestiere del cantante e di come invece questo sia percepito dal pubblico.
- Ultimo tango a Memphis

Cover del brano Suspicious Minds di Elvis Presley, è l'ennesima citazione/tributo di Ligabue al cantante statunitense, a cui anche il testo italiano fa riferimento. Con la canzone Ligabue vuol rispondere definitivamente alle critiche di chi, da una parte lo dipinge come un fan di Elvis (soprattutto dopo l'album Buon compleanno Elvis) e dall'altra lo accusa di non essere affatto morbido nei confronti dell'artista d'oltreoceano, facendo dire allo stesso Elvis che si tratta di inutili e vuote discussioni e che solo chi ha avuto addosso i suoi abiti (ovvero solo lo stesso Elvis) avrebbe il diritto di parlare.

## I video musicali
- Il giorno di dolore che uno ha, su YouTube. URL consultato il 24 gennaio 2015.
- Tra palco e realtà, su YouTube. URL consultato il 24 gennaio 2015.

Originariamente disponibili, il primo sulla doppia cassetta VHS Ligabue a San Siro: il meglio del concerto del 1997 e il secondo nell'edizione cassetta singola + DVD dello stesso concerto, sono poi stati inseriti entrambi nei DVD Secondo tempo del 2007 e Videoclip Collection del 2012, quest'ultimo distribuito solo in edicola.

## Tracce
Testi e musiche di Luciano Ligabue, tranne A che ora è la fine del mondo?, scritto da Ligabue su musica dei R.E.M. (Mike Mills, Bill Berry, Peter Buck e Michael Stipe), e Ultimo tango a Memphis, di Ligabue e Mark James.
CD 1
1. Il giorno di dolore che uno ha – 4:40 – Inedito
2. I "ragazzi" sono in giro – 4:56 – (da Buon compleanno Elvis)
3. Quella che non sei – 4:02 – (da Buon compleanno Elvis)
4. Hai un momento, Dio? – 5:54 – (da Buon compleanno Elvis)
5. Un figlio di nome Elvis – 3:51 – (da Buon compleanno Elvis)
6. Ho messo via – 5:08 – (da Sopravvissuti e sopravviventi)
7. Bar Mario – 3:15 – (da Ligabue)
8. Salviamoci la pelle!!!! – 2:19 – (da Lambrusco coltelli rose & pop corn)
9. Figlio d'un cane – 3:50 – (da Ligabue)
10. Marlon Brando è sempre lui – 3:25 – (da Ligabue)
11. Seduto in riva al fosso – 4:30 – (da Buon compleanno Elvis)
12. Viva! – 4:55 – (da Buon compleanno Elvis)
13. Urlando contro il cielo – 6:20 – (da Lambrusco coltelli rose & pop corn)
14. A che ora è la fine del mondo? – 4:44 – (da A che ora è la fine del mondo?)

CD 2
1. Tra palco e realtà – 4:35 – Inedito
2. Sogni di rock 'n' roll – 2:26 – (da Ligabue)
3. Buon compleanno, Elvis! – 4:13 – (da Buon compleanno Elvis)
4. Lambrusco & pop corn – 5:06 – (da Lambrusco coltelli rose & pop corn)
5. Il cielo è vuoto o il cielo è pieno – 1:07 – (da Buon compleanno Elvis)
6. Bambolina e barracuda – 2:12 – (da Ligabue)
7. Lo zoo è qui – 1:51 – (da Sopravvissuti e sopravviventi)
8. Piccola stella senza cielo – 3:34 – (da Ligabue)
9. Vivo morto o X – 5:09 – (da Buon compleanno Elvis)
10. Certe notti – 4:37 – (da Buon compleanno Elvis)
11. Non è tempo per noi – 4:07 – (da Ligabue)
12. Libera nos a malo – 5:19 – (da Lambrusco coltelli rose & pop corn)
13. Balliamo sul mondo – 4:41 – (da Ligabue)
14. Leggero – 5:18 – (da Buon compleanno Elvis)
15. Ultimo tango a Memphis – 3:47 – Inedito

## Formazione
- Luciano Ligabue – voce, chitarra

### La Banda
- Federico Poggipollini – chitarra
- Mel Previte – chitarra
- Antonio "Rigo" Righetti – basso
- Roberto Pellati – batteria

### Ospiti
- Pippo Guarnera – organo Hammond in Il giorno di dolore che uno ha
- Mick Taylor – chitarra in Hai un momento, Dio?

## Successo commerciale
L'album ha avuto un grande successo commerciale, restando al primo posto della classifica FIMI Album per un totale di 5 settimane consecutive. Nel 2006 il disco ha inoltre superato il milione di copie vendute, ottenendo così dieci dischi di platino, primo album dal vivo di un artista italiano a raggiungere tale obiettivo.
Durante la seconda edizione del Premio Italiano della Musica, anche il tour è stato premiato come il migliore del 1996.
Il disco rientra in classifica nel 2011, collezionando in totale 106 settimane di presenza.

## Classifiche

### Classifiche settimanali
| Classifica (1997) | Posizione massima |
| ----------------- | ----------------- |
| Europa            | 24                |
| Italia            | 1                 |

### Classifiche di fine anno
| Classifica (1997) | Posizione |
| ----------------- | --------- |
| Europa            | 78        |
| Italia            | 2         |
| Classifica (2011) | Posizione |
| Italia            | 100       |